# Países Baixos nos Jogos Olímpicos de Inverno de 1994
Os Países Baixos competiu nos Jogos Olímpicos de Inverno de 1994, realizados em Lillehammer, Noruega.